# Ardesio
Ardesio là một đô thị ở tỉnh Bergamo, vùng Lombardia, Italia. Đô thị này có diện tích 53,76 km2, dân số là 3672 người (năm 2007).

## Đô thị giáp ranh
- Valgoglio
- Gromo
- Oltressenda Alta
- Villa d'Ogna
- Parre
- Premolo
- Oltre il Colle
- Roncobello
- Branzi